# Liste der Kulturgüter in Rothenthurm
Die Liste der Kulturgüter in Rothenthurm enthält alle Objekte in der Gemeinde Rothenthurm im Kanton Schwyz, die gemäss der Haager Konvention zum Schutz von Kulturgut bei bewaffneten Konflikten, dem Bundesgesetz vom 20. Juni 2014 über den Schutz der Kulturgüter bei bewaffneten Konflikten sowie der Verordnung vom 29. Oktober 2014 über den Schutz der Kulturgüter bei bewaffneten Konflikten unter Schutz stehen.
Objekte der Kategorien A und B sind vollständig in der Liste enthalten, Objekte der Kategorie C fehlen zurzeit (Stand: 1. Januar 2023). Unter übrige Baudenkmäler sind zusätzliche Objekte zu finden, die gemäss Angaben des kantonalen Denkmalschutzes als geschützte Denkmäler eingestuft wurden und nicht bereits in der Liste der Kulturgüter enthalten sind.

## Kulturgüter
| Foto |                                                                     | Objekt                                               | Kat. | Typ | Standort                         | Beschreibung |
| ---- | ------------------------------------------------------------------- | ---------------------------------------------------- | ---- | --- | -------------------------------- | ------------ |
| ja   | Datei hochladen · Wikidata zu Mittelalterliche Letzinen (Q29525544) | Rothenturm, mittelalterliche Letzinen KGS-Nr.: 09672 | A    | G   | Höhenweg 693461 / 217802         |              |
| ja   | Datei hochladen · Wikidata zu Roter Turm und Tor (Q29525551)        | Roter Turm und Tor KGS-Nr.: 11652                    | A    | G   | Hauptstrasse 1.1 693932 / 217969 |              |
| ja   | Datei hochladen · Wikidata zu Pfarrkirche St. Antonius (Q29881818)  | Pfarrkirche St. Antonius KGS-Nr.: 04839              | B    | G   | Hauptstrasse 4 693875 / 217845   |              |
| ja   | Datei hochladen · Wikidata zu Pfarrhaus (Q29881817)                 | Pfarrhaus KGS-Nr.: 04841                             | B    | G   | Hauptstrasse 9 693935 / 217835   |              |
| ja   | Datei hochladen · Wikidata zu Haus (1732) (Q29881806)               | Haus (1732) KGS-Nr.: 12898                           | B    | G   | Biberegg 11 693525 / 216350      |              |
| ja   | Datei hochladen · Wikidata zu Haus (Q29881808)                      | Haus (1738) KGS-Nr.: 12899                           | B    | G   | Hauptstrasse 22 693860 / 217696  |              |
| ja   | Datei hochladen · Wikidata zu Haus (1753) (Q29881810)               | Haus (1753) KGS-Nr.: 12900                           | B    | G   | Biberegg 13 693570 / 216319      |              |
| ja   | Datei hochladen · Wikidata zu Haus Chilleren (Q29881811)            | Haus Chilleren KGS-Nr.: 12901                        | B    | G   | Killernweg 3 693935 / 217417     |              |
| ja   | Datei hochladen · Wikidata zu Kaplanei (Q29881814)                  | Kaplanei KGS-Nr.: 12902                              | B    | G   | Biberegg 15 693574 / 216356      |              |
| ja   | Datei hochladen · Wikidata zu Loreto-Kapelle (Q29881816)            | Loreto-Kapelle KGS-Nr.: 12903                        | B    | G   | Biberegg 693550 / 216334         |              |

## Übrige Baudenkmäler
| ID     | Foto |                 | Objekt                         | Typ | Standort                          | Beschreibung |
| ------ | ---- | --------------- | ------------------------------ | --- | --------------------------------- | ------------ |
| 07.005 | BW   | Datei hochladen | Gasthaus zum Ochsen            | G   | Hauptstrasse 11 693925 / 217775   |              |
| 07.007 | BW   | Datei hochladen | Haus Unterdorf                 | G   | Müllernstrasse 3 693838 / 217780  |              |
| 07.008 | BW   | Datei hochladen | Haus Unterdorf                 | G   | Müllernstrasse 4 693868 / 217807  |              |
| 07.014 | BW   | Datei hochladen | Kapelle Heilige Dreifaltigkeit | G   | Alte Strasse 22 693003 / 216328   |              |
| 07.015 | BW   | Datei hochladen | Haus Churzeren                 | G   | Alte Strasse 20 693043 / 216355   |              |
| 07.016 | BW   | Datei hochladen | Haus                           | G   | Clauseren 1 693095 / 216358       |              |
| 07.017 | BW   | Datei hochladen | Haus                           | G   | Äussere Altmatt 1 695273 / 220666 |              |

Legende: Siehe Legende der Liste der Kulturgüter von nationaler und regionaler Bedeutung. Anstelle der KGS-Nummer wird als Objekt-Identifikator (ID) die Nummer im Kantonalen Schutzinventar (KSI) verwendet.